# Ivan Patzaichin
Ivan Patzaichin, född 26 november 1949 i Crișan i Tulcea, död 5 september 2021 i Bukarest, var en rumänsk kanotist.
Han tog OS-guld i C-2 1000 meter i samband med de olympiska kanottävlingarna 1968 i Mexico City.
Han tog därefter OS-guld i C-1 1000 meter och OS-silver i C-2 1000 meter i samband med de olympiska kanottävlingarna 1972 i München.
I samband med de olympiska kanottävlingarna 1980 i Moskva tog han OS-guld igen i C-2 1000 meter och OS-silver i C-2 500 meter.
Han tog slutligen OS-guld i C-2 1000 meter och OS-silver i C-2 500 meter i samband med de olympiska kanottävlingarna 1984 i Los Angeles.